# Wacław Popowski
Wacław Popowski (ur. 16 grudnia 1909 w Siedlcach, zm. 26 lutego 1944 w Gelsenkirchen) – polski rzeźbiarz okresu międzywojennego.

## Życiorys
Ukończył Państwową Szkołę Przemysłu Drzewnego w Zakopanem na wydziale rzeźby w 1931 roku. 
W czasie II Wojny Światowej został deportowany do III Rzeszy, gdzie zginął w obozie pracy przymusowej w 1944. Został pochowany w Gelsenkirchen (kwatera 53 B3 16).

## Twórczość
Zachowana rzeźba – Tańcząca pojawia się w polskim domu aukcyjnym Desa Unicum. Rzeźba Matka Boska Promienista jest wspomniana w pracy Katarzyny Chrudzimskiej - Uhery Stylizacje i  modernizacje O rzeźbie i rzeźbiarzach z Zakopanem w latach 1879–1939.